# David (film 1979)
David è un film di Peter Lilienthal del 1979. Vinse l'Orso d'oro al Festival di Berlino.